# Nicolaas Copernicus
Nicolaas Copernicus (uitspraakⓘ, Pools: Mikołaj Kopernik; Duits: Niklas Koppernigk, Kopernikus; Latijn: Nicolaus Copernicus; Thorn (Pools: Toruń), 19 februari 1473 – Frauenburg (Pools: Frombork) in regio Ermland (Pools: Warmia), Pruisen 24 mei 1543) was een wiskundige en astronoom die een heliocentrisch model van het universum opstelde waarbij de zon, in plaats van de aarde, in het centrum van de toen bekende planeten en vaste sterren werd geplaatst.
De uitgave van Copernicus' boek, De revolutionibus orbium coelestium (Over de omwentelingen van de hemellichamen), net voor zijn dood in 1543, wordt beschouwd als een belangrijk moment in de wetenschapsgeschiedenis. Hiermee begon de Copernicaanse revolutie; het boek droeg bijzonder veel bij aan de wetenschappelijke revolutie.
Copernicus werd geboren en stierf in Koninklijk Pruisen, een autonome staat geregeerd in personele unie door de Poolse koning sinds 1466. Copernicus had een doctoraat in canoniek recht en was daarnaast een arts, polyglot, geleerde van de klassieke oudheid, vertaler, gouverneur, diplomaat en econoom, echter allemaal zonder diploma. In 1517 bedacht hij een kwantiteitstheorie, een belangrijk concept in de moderne economie, nog vóór Gresham een versie van de wet van Gresham formuleerde in 1519.
Het in 1996 ontdekte chemisch element copernicium is naar hem genoemd.

## Leven en werk

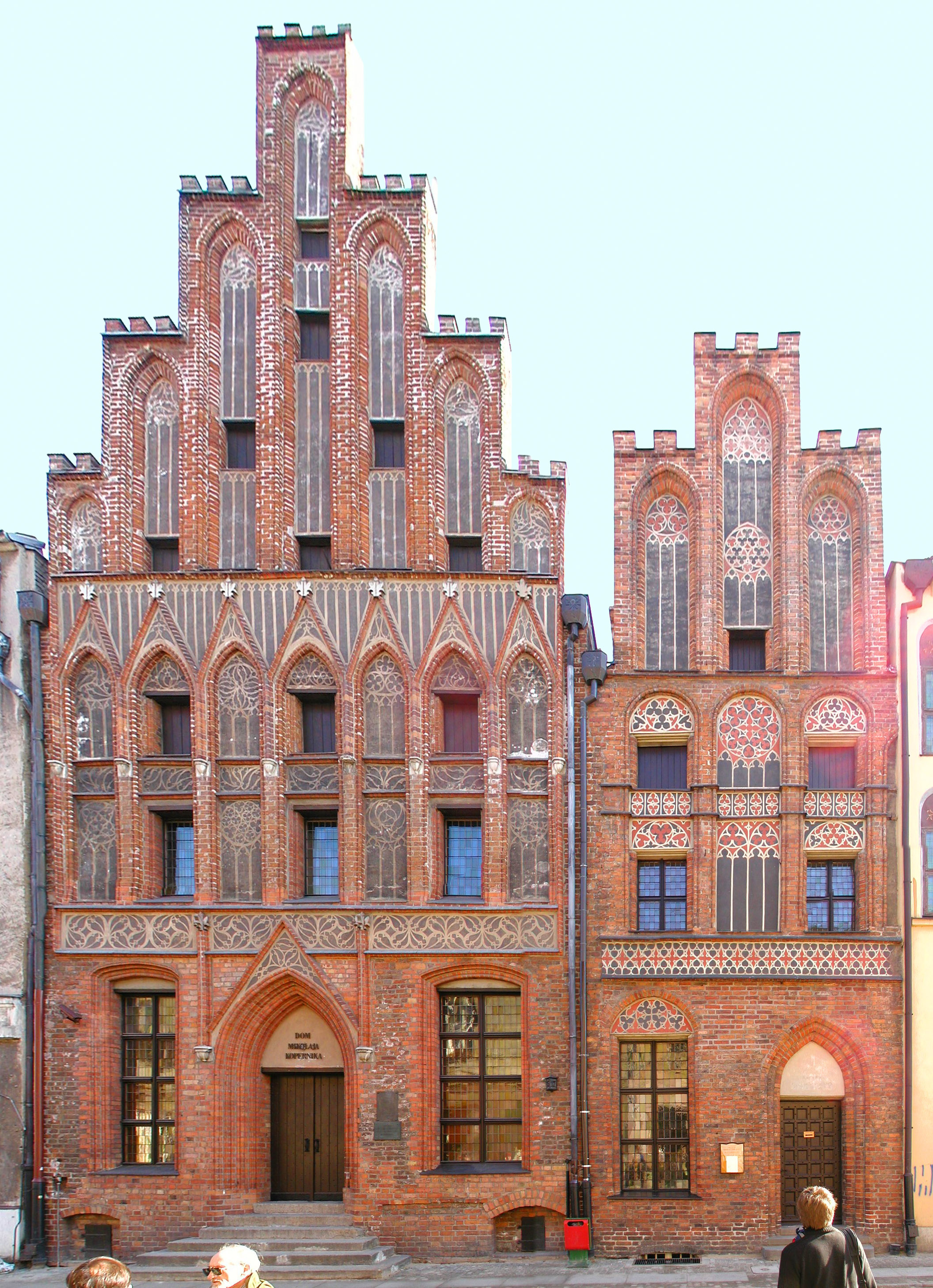
Geboortehuis in Toruń

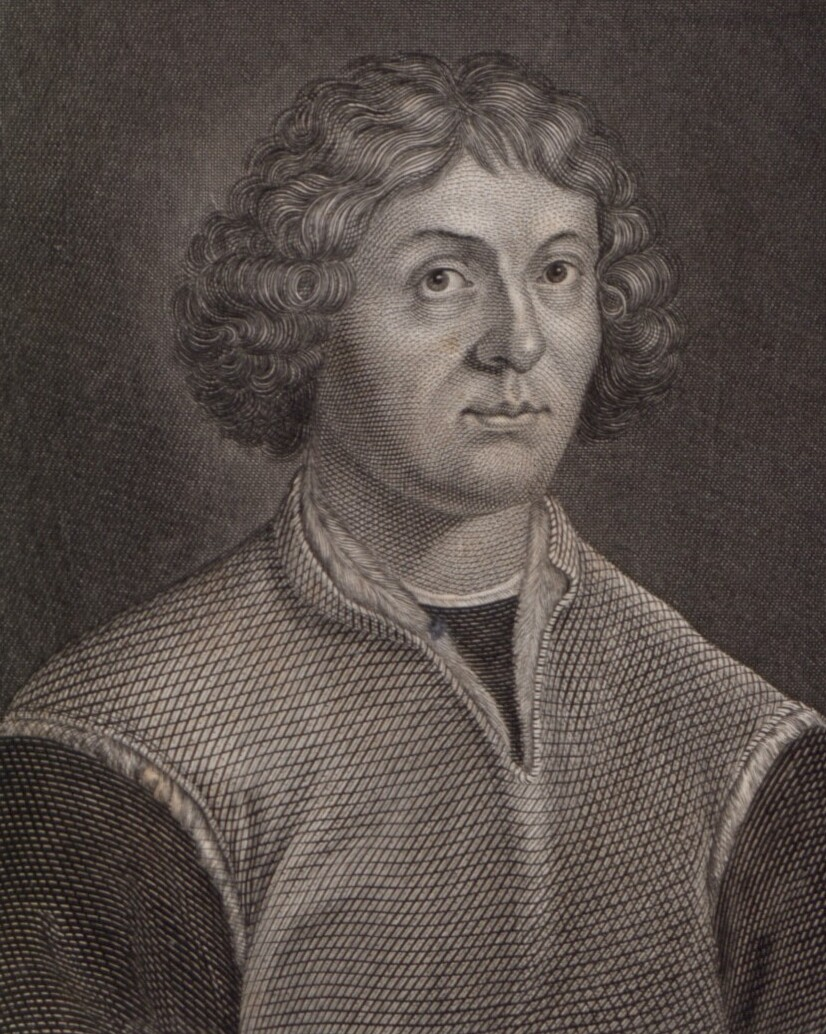
Een jeugdige Nicolaas Copernicus

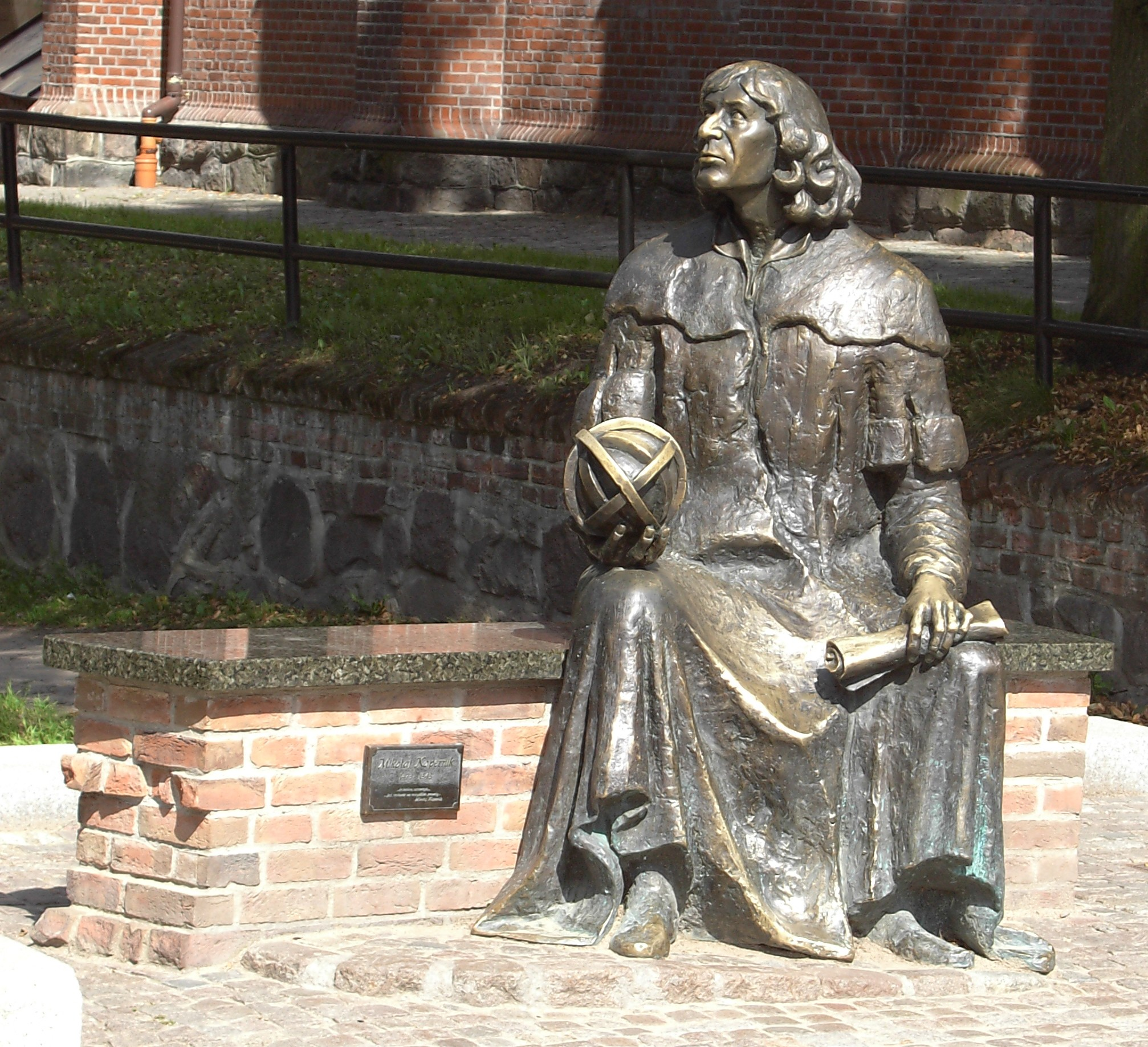
Copernicus' standbeeld bij de ingang van het kasteel te Olsztyn

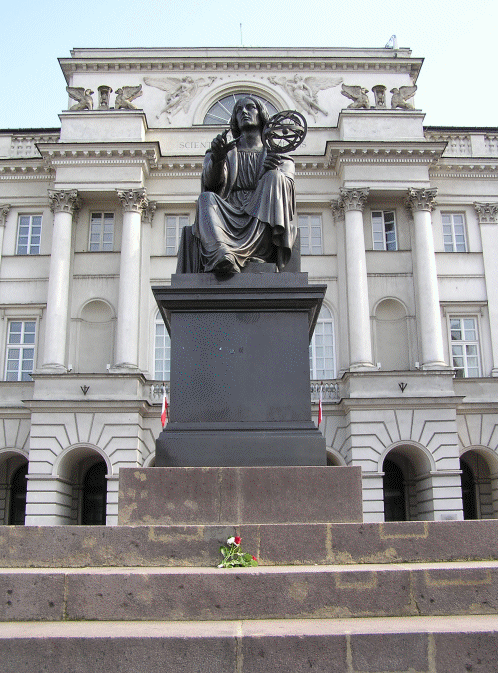
Copernicusmonument voor de Poolse Academie van Wetenschappen door Bertel Thorvaldsen, Krakowskie Przedmieście straat te Warschau. Oorspronkelijk gemaakt in 1822, in de Tweede Wereldoorlog door de Duitsers omgesmolten. In 1945 met oorspronkelijke mallen hersteld.

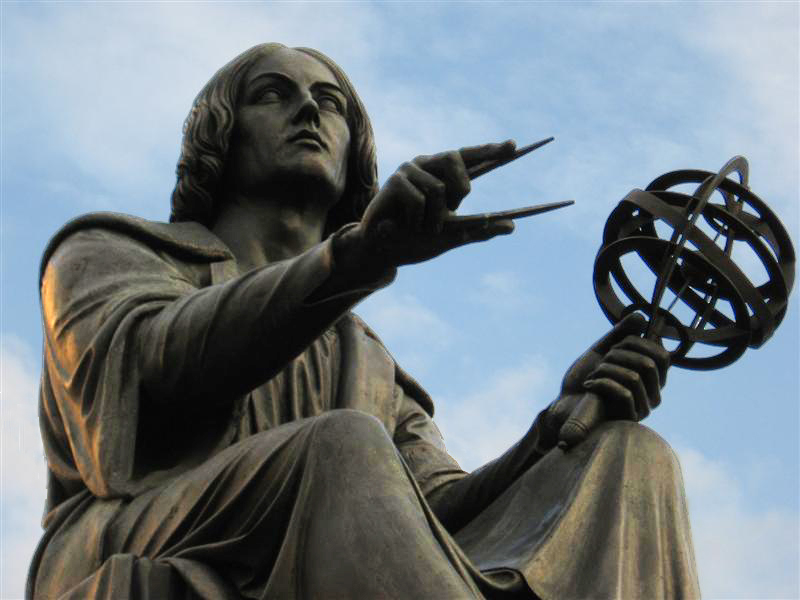
Copernicusmonument (close-up)

### Geboorte en nationaliteit
Hij werd geboren als Niklas Koppernigk in de stad Thorn (Pools: Toruń). Deze Hanzestad aan de oevers van de Weichsel (Pools: Wisła) had vele Poolse en Duitse inwoners, maar stond onder Pools gezag. In het sinds 1440 respectievelijk 1466 Pools-koninklijk deel van Pruisen, daarna tot 1772, waarna het als de provincie West-Pruisen Pruisisch (Duits) werd. Na 1918 kwam het opnieuw onder Pools gezag. 
Zoals in die tijd gebruikelijk onder geleerden (men schreef immers ook in het Latijn), gaf hij zichzelf een gelatiniseerde vorm van zijn naam: Nicolaus Copernicus. Hoewel hij onder de opvoeding van zijn oom Lucas von Watzenrode Duitstalig opgroeide, beheerste hij als volwassene ook Pools, Latijn, Grieks en Italiaans. Hij wordt vandaag de dag veelal beschouwd als een Pool, niet het minst door Poolse nationalisten. Reeds sinds de 18e eeuw wordt daarover getwist. Volgens sommigen was hij strikt genomen Pool noch Duitser, maar werd hij geboren als burger van Thorn (Toruń) en stierf hij als burger van het bisdom Ermland, een enclave in het latere Oost-Pruisen. Dat was het grondgebied waarop zich meerdere oorlogen afspeelden. Oorspronkelijk was het deel van de Staat van de Duitse Ridders. 1454 en 1466 werd er de Dertienjarige Oorlog uitgevochten tussen de Pruisische Bond, het Koninkrijk Polen en de Staat van de Duitse Ridders (Duitse Orde). Deze oorlog eindigde met de Tweede Vrede van Toruń, waarbij het westelijk deel van de Duitse Orde-staat en Ermland als 'Koninklijk Pruisen', en Danzig, Elbing en Thorn (Toruń) als vrije steden onder het beschermheerschap kwamen van de Poolse koning.

### Jeugd
Zijn vader  (Mikołaj (Niklas) Koppernigk, de Oudere), een rijke koperhandelaar (vgl. koper en Nederduits: Kopper) afkomstig uit een koopmansfamilie uit Krakau, stierf in 1483 toen Copernicus tien jaar was. De grootvader van vaderskant was afkomstig uit de omtrek van Frankenstein in Silezië (tegenwoordig Ząbkowice Śląskie). Van de moeder van Copernicus, Barbara von Watzenrode, is weinig bekend, behalve dat ze uit de oude Pruisische adel kwam. Blijkbaar overleed zij eerder dan haar echtgenoot. In ieder geval nam haar broer, Lucas von Watzenrode, een kanunnik en later prins-bisschop van het aartsbisdom van Ermland, de opvoeding van de jonge Nicolaas op zich. De positie van zijn oom hielp Copernicus in zijn kerkelijke carrière, zodat hij tijd overhield voor zijn hobby: sterrenkunde.

### Opleiding
In 1491 schreef Copernicus zich in aan de universiteit van Krakau, waar hij theologie, klassieke talen en astrologie/ astronomie (destijds nauwer verweven dan vandaag de dag) studeerde. Eind 1496 ging hij na een kort verblijf in Thorn naar Italië. Daar studeerde hij kerkelijk en burgerlijk recht aan de Universiteit van Bologna. Hij leerde daar Domenico Maria Novara da Ferrara kennen, een hoogleraar wiskunde en astronomie, bij wie hij een kamer huurde. Hij assisteerde hem bij zijn onderzoek en deed zijn eerste waarnemingen. Naast zijn hoofdstudie rechten legde Copernicus zich toe op de wiskunde en astronomie. In 1497 werd Copernicus op voordracht van zijn oom aangesteld als kanunnik bij de Maria-Hemelvaartkathedraal van Frauenburg (voorheen Oost-Pruisen, sinds 1945 Frombork in Polen), een sinecure die zijn financiële situatie aanzienlijk verbeterde en waarvoor hij geen tegenprestatie hoefde te leveren.
Na een jaar in Rome les te hebben gegeven in de wiskunde en de astronomie keerde Copernicus, zonder zijn studies voltooid te hebben, terug naar Frauenburg, en nam hij zijn plaats als koorheer (kanunnik) in. Maar omdat hij zijn studie nog niet voltooid had, kreeg hij toestemming van zijn oom om terug te keren naar Italië om zijn studie te voltooien nadat hij officieel was geïnstalleerd als kanunnik medio 1501.
Ditmaal ging Copernicus niet naar Bologna, maar naar de Universiteit van Padua, omdat die een goede naam had op medisch gebied. Naast zijn medicijnenstudie legde Copernicus zich hier toe op de astrologie, wat gebruikelijk was in die tijd, gezien het feit dat de sterren door artsen nogal eens werden geraadpleegd om de ziekte te ontdekken enz. In 1503 promoveerde Copernicus uiteindelijk toch in de rechten aan de Universiteit van Ferrara. Na een verblijf van enkele maanden keerde hij naar Padua terug, maar zijn studie geneeskunde voltooide hij niet.
Rond 1505 keerde hij terug naar Frauenburg.

### Geestelijke
Toen Copernicus in 1505 terugkeerde in Frauenburg diende hij zijn taken als kanunnik toch op zich te nemen. Hij diende onder meer als magister pistoriae (rentmeester), kanselier (hoofd van de administratie) en visitator van de landerijen. Maar wederom kreeg hij hiervan vrijstelling, om zijn oom als lijfarts te dienen. Dit betekende dat Copernicus de facto zijn persoonlijk secretaris werd. In 1509 verscheen zijn eerste publicatie, een Latijnse vertaling van een set Griekse gedichten van Theophylactus Simocatta. Na de dood van zijn oom in 1512 hervatte Copernicus zijn werkzaamheden als kanunnik, maar had nu wel veel tijd voor astronomische observaties, aangezien zijn vertrekken ook een astronomisch observatorium omvatten.
In 1514 bracht Copernicus een klein werkje uit waarin hij zijn visie op het heelal uiteenzette, met een zevental axioma's, waarop hij zijn conclusies zou baseren. Het handgeschreven boekje dat hij alleen onder zijn vrienden verspreidde (en dat zijn naam niet bevatte) handelt over onder meer het centrum van het heelal en de beweging van hemellichamen en de aarde. Omdat hij was uitgenodigd op het Vijfde Lateraans Concilie als expert op het gebied van astronomie (ter verbetering van de kalender), was destijds reeds bekend dat Copernicus kennis had van de beweging der hemellichamen. Zich bewust van het conservatieve verzet binnen de Kerk tegen theologisch incorrect geachte kosmologische opvattingen besloot hij niet daarheen te gaan, doch slechts per brief te antwoorden.
Door een oorlog tussen de Poolse koning en de toen nog klerikale Duitse Ridderorde die Oost-Pruisen bestuurde (waarin Ermland als een bijna-enclave was gelegen), was Copernicus gedurende enige tijd, tot ongeveer 1520, niet in staat zijn observaties voort te zetten. Hij kreeg de taak de administratie van de defensie van Frauenburg te organiseren. Tegelijkertijd nam hij deel aan (mislukte) vredesonderhandelingen. Toen in 1521 de vrede werd hersteld, werd Copernicus aangesteld om de herstelwerkzaamheden te leiden samen met zijn vriend Tiedemann Giese, ook een kanunnik in Frauenburg. Anders dan Giese bleef Copernicus een kanunnik en ontving nooit de priesterwijdingen, hoewel dit de wens was van zijn meerderen.

### Astronoom

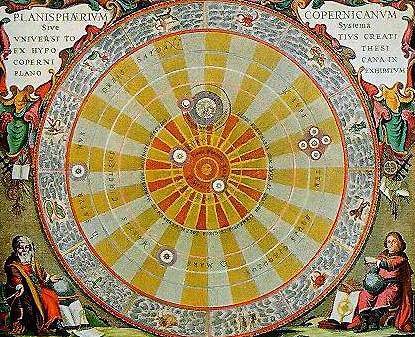
Heliocentrisch Zonnestelsel volgens Copernicus

Nicolaas Copernicus wordt beschouwd als de grondlegger van de heliocentrische theorie, die stelt dat de zon in het midden van het zonnestelsel staat en dat de planeten eromheen draaien, dit in tegenstelling tot het destijds gebruikelijke geocentrische wereldbeeld, waarbij de aarde werd geacht het centrum van het heelal te vormen. Het geocentrisme was geformuleerd door Claudius Ptolemaeus in zijn Almagest, een werk waaraan in Europa lange tijd gezag was toegekend.
Copernicus was niet de eerste die een heliocentrisch model presenteerde; in de Oudheid was Aristarchos van Samos tot dezelfde speculatie gekomen. In de 14e eeuw had de geleerde theoloog Oresmus keurig en duidelijk de afweging gemaakt tussen een bewegende aarde en een bewegend heelal en indrukwekkende bewijsvoeringen voor beide systemen gepresenteerd. Na afweging had hij gekozen voor een stilstaande aarde.
Copernicus bleef de mening van Ptolemaeus toegedaan dat de planeten "ideale", dat wil zeggen eenparige cirkelbewegingen maken. Het copernicaanse model was conceptueel eenvoudiger dan dat van Ptolemaeus – de Equant (of vereffeningspunt), ingevoerd als rekenhulpmiddel door Ptolemaeus, was niet nodig – maar Copernicus' model bevatte 48 kleine epicykels — dit zijn correctieve hulpcirkels om de banen van de planeten in overeenstemming te brengen met de waarneming, waar Ptolemaeus er slechts 40 nodig had. Zolang men niet afzag van de cirkel ten voordele van de ellips bleven zowel het model van Copernicus als dat van Ptolemaeus gecompliceerd. De theorie werd pas rechtgezet door Johannes Kepler in zijn Astronomia Nova uit 1609.
De copernicaanse theorie rijmde niet met de gangbare fysica van Aristoteles, die observeerde dat alle dingen naar het centrum van de aarde vielen. Als de aarde rond de zon zou bewegen, werd de Aristotelische theorie erg gecompliceerd. De kunstgreep van Copernicus was te stellen dat aardse dingen naar de aarde toe vielen, dingen eigen aan de zon zouden naar de zon toe vallen, en dingen van Mars naar Mars toe — hij greep daarbij mogelijk terug naar Oresmus, die reeds had opgemerkt dat een dergelijke afwijking van Aristoteles nodig was om een bewegende aarde te rechtvaardigen. Pas in 1687 werd deze kunstgreep met de Gravitatiewet van Newton door een betere onderbouwing vervangen.
Copernicus ging ervan uit dat alle sterren zich op enorme afstand van de aarde bevinden, ver buiten de baan van de planeten. Dat de parallax door de jaarlijkse gang van de aarde om de zon daardoor onmeetbaar klein zou zijn, was volgens de astronomen van toen een ongefundeerde kunstgreep. De eerste succesvolle meting van de parallax kwam er pas in 1838 door Friedrich Bessel.
De theorie impliceerde ook dat de planeten Venus en Mercurius schijngestalten of fasen moesten vertonen, hetgeen nog niet geobserveerd was (dat was pas mogelijk met een telescoop, waarvan de uitvinding nog 60 jaar op zich liet wachten). Galileo Galilei verbeterde de eerste telescopen en constateerde de fasen van Venus in 1610.
In gedrukte vorm werd zijn systeem pas gepubliceerd in de Narratio prima (1540) van Rheticus. Copernicus schreef in 1530 een omvangrijker manuscript, De revolutionibus orbium coelestium (Over de omlopen van de hemellichamen). Omdat deze theorie in tegenspraak was met de toenmalige wetenschappelijke opvattingen die het wereldbeeld verklaarden met de fysica van Aristoteles en Ptolemaeus en omdat hij bang was voor de terechte kritiek - het copernicaanse model vertoonde verschillende zwakheden (méér epicykels, het parallax-probleem, strijdigheid met de fysica, fasen van Venus) en nauwelijks voordelen - aarzelde Copernicus lang over publicatie van een theorie die meer problemen opwierp dan ze oploste. Pas na tussenkomst van de jonge astronoom Rheticus (Georg Joachim von Lauchen) uit Wittenberg stemde Copernicus in met de publicatie. Hij gaf een vriend zijn manuscript mee voor Rheticus, die het uiteindelijk in 1543 in Neurenberg liet drukken door de boekdrukker Johannes Petreius. Volgens de legende kreeg Copernicus het eerste exemplaar op zijn sterfbed overhandigd. De uitgever Osiander had er een voorwoord aan toegevoegd, met de strekking dat het heliocentrische wereldbeeld vooral moest worden gezien als een wiskundig model en niet als de realiteit.
Het boek werd met groot interesse door de toenmalige beroemde astronomen gelezen en geannoteerd (Owen Gingerich vond exemplaren in alle betekenisvolle astronomische verzamelingen), maar wegens gebrek aan technische voordelen en door contradicties met waarnemingen en fysica terzijde gelegd. De theorie van Copernicus werd opgenomen in het handboek van de astronomie dat op verschillende universiteiten werd onderwezen. Christoph Clavius (1538-1612) nam daarin de wiskundige berekeningen van Copernicus op en ging uitvoerig in op het weerleggen van het theoretische model van Copernicus.
De onrust die het later heeft veroorzaakt binnen de Kerk kwam doordat Galileo Galilei een van de copernicaanse problemen opgelost had en hierdoor de onverdraagzaamheid van de Kerk opwekte. Om die reden werd het werk in 1616 op de Index geplaatst, in afwachting van correcties. In 1620 werd het in licht gewijzigde vorm vrijgegeven. Pas in 1835 werd het uit de Index verwijderd.

### Overlijden
Copernicus overleed in 1543 op 70-jarige leeftijd in Frauenburg (thans: Frombork) in het Pools-Litouwse Gemenebest in het prinsbisdom Ermland (thans Warmia, woiwodschap Ermland-Mazurië, Polen) en werd in de kathedraal aldaar in een naamloos graf begraven.
Tegenwoordig is in de kathedraal en de bijgebouwen een museum over Copernicus gevestigd. Voor de ingang van het kasteel van Olsztyn (Duits: Allenstein) staat een bronzen standbeeld van Copernicus. In 2008 heeft men een schedel en beenderresten teruggevonden en met behulp van DNA-onderzoek op haren en een reconstructie, gemaakt door forensische experts, heeft men kunnen bewijzen dat het ging om het stoffelijk overschot van Copernicus. Op 22 mei 2010 zijn zijn resten herbegraven in de kathedraal van Copernicus' voormalige woonplaats Frombork.

## Nationaliteit

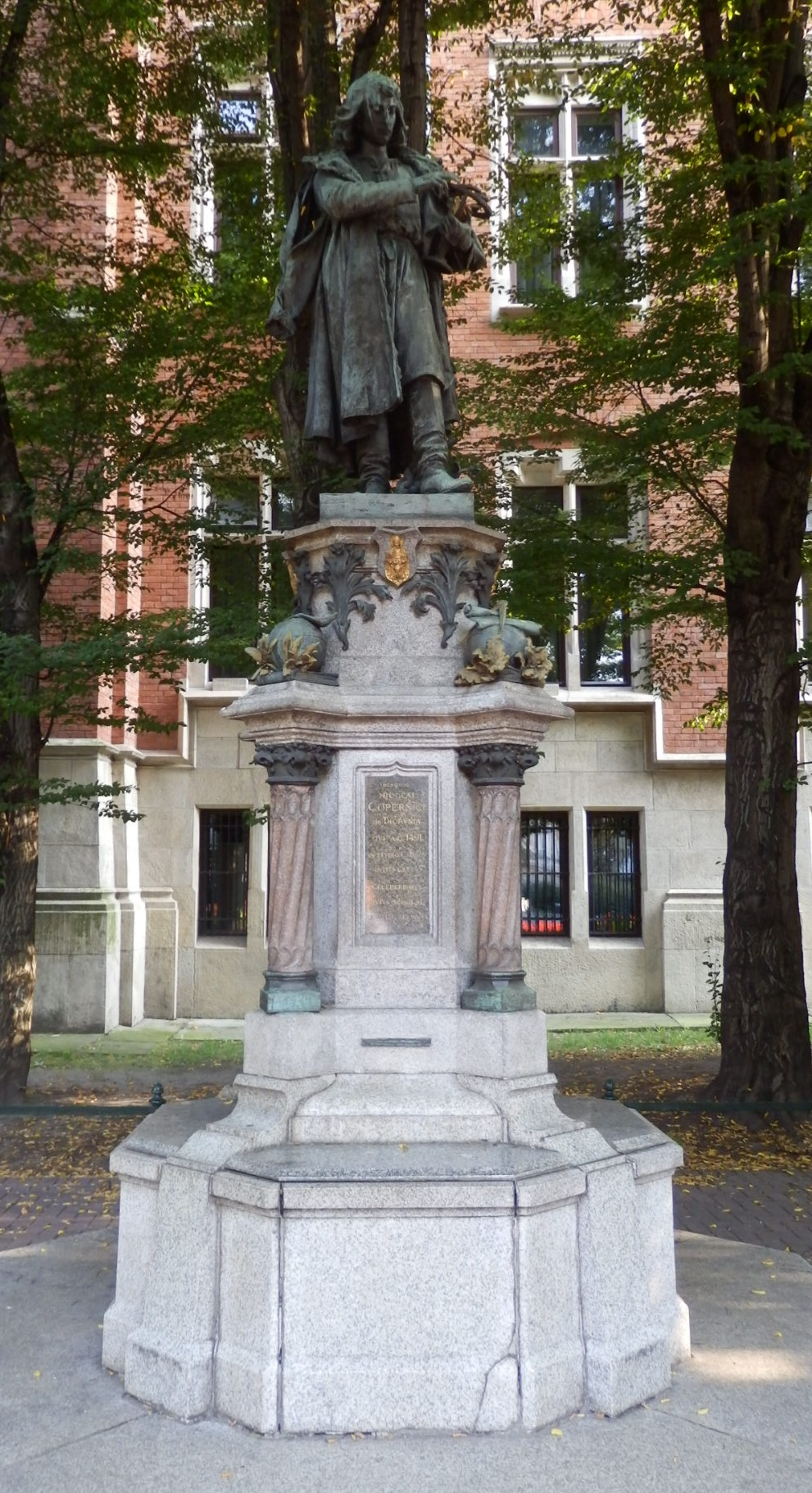
Nicolaas Copernicus (19 februari 1473 – 24 mei 1543). Deze foto van zijn standbeeld werd genomen te Krakow in Polen in 2014.

De nationaliteit van Copernicus geeft vanaf het opbloeiende nationalisme van de 19e eeuw tot op heden, steeds weer aanleiding tot polemieken. Zowel Polen als Duitsers maakten aanspraak op hem. Daarbij werden 19de-eeuwse nationale etiketten op hem geplakt die hij zelf niet herkend zou hebben. Copernicus werd in de 19de eeuw postuum tot een nationaal-Poolse held verheven. In ieder geval is duidelijk dat:
- Copernicus in Pruisen (Kulmerland) geboren is, het gebied dat in de vroege 13de eeuw het kernland van de Duitse Orde was, maar dat in de 15de eeuw onder de Poolse kroon kwam.
- De familie van zijn vader Mikołaj (Niklaus) Koppernigk was afkomstig uit Frankenstein in Neder-Silezië, dat sinds 1348 als deel van het koninkrijk Bohemen behoorde tot het Heilige Roomse Rijk der Duitse Natie. De familie Koppernigk vertrok naar Krakau en ging vandaar naar de Duitse Orde-staat Pruisen.
- De familie van zijn moeder Barbara von Watzenrode (Waczynrode) - wier vader koopman in Thorn was en wier broer de vorst-bisschop van het prinsbisdom Ermland zou worden - was afkomstig uit Weizenrodau in Silezië en dus evenals die van zijn vader vanuit het toenmalige Duitse Rijk naar de Duitse Orde-staat Pruisen gekomen.

Het land van de toen nog heidense Pruisen, werd in de 13e en 14e eeuw met goedkeuring van Rome geannexeerd, gekerstend en bestuurlijk georganiseerd door een ridderorde uit het Duitse Rijk: de Duitse Orde. De Pruisen gingen na heftige strijd uiteindelijk op in de bevolking van boeren en burgers die onder de Orde vooral uit de westelijke Hanzesteden en uit Westfalen, maar ook uit Friesland en Holland, werden aangetrokken als kolonisatoren. In het bijzonder naar Kulmerland trokken veel kolonisten uit Silezië. Nadat 'Duitsers' en 'Pruisen' in elkaar waren opgegaan werd de naam van de laatsten de gemeenschappelijke naam voor de bevolking van dit gebied en deze naam ging na de Middeleeuwen over op alle onderdanen van het koninkrijk Pruisen. 
Hun zoon Copernicus zou misschien Pool genoemd worden, hoewel zijn vader Niklaus (Mikołaj) Koppernigk stamde uit een familie uit Frankenstein in Silezië en de geboortestad van zijn zoon werd pas in 1466 bij het Poolse koninkrijk gevoegd. Na het eind van de Tweede Wereldoorlog en de Duitse bezetting van Polen in 1945, werd het gebruik van  de naam "Pruisen", zowel in Polen als in Duitsland, afgeschaft.
Copernicus' vaderstad Toruń werd in 1440 lid van de Pruisische Bond en maakte zich daarmee – na een periode van circa 200 jaar – los van de staat van de Duitse Orde (Duits: Ordensstaat) - om zich onder bescherming te stellen van de Poolse koning. Tevens werd  verregaande stedelijke autonomie aan de stad toegekend.
Even later moest de Ordensstaat Pruisen bij de tweede vrede van Thorn in 1466 haar westelijke helft – West-Pruisen – afstaan aan het Koninkrijk Polen en werd het als voorlopig autonome provincie Koninklijk Pruisen genoemd. De stad Toruń (Thorn) was nu, samen met de steden Gdańsk  en Elbląg, een van de drie steden, die de status van Poolse Rijksstad kregen, met een eigen vertegenwoordiging in de Sejm (het Poolse parlement). Op grond van hun autonomie voerden zij, de Lutherse Reformatie door. Het Ermland bleef echter als katholiek bisdom een enclave die onder direct koninklijk gezag viel en rooms-katholiek bleef. Deze religieuze tegenstellingen ontwikkelden zich overigens pas aan het einde van Copernicus' leven. Hijzelf volgde als geleerde de voorgeschreven traditionele kerkelijke carrière in de Rooms-Katholieke Kerk, in het Bisdom Ermland (Pools: Warmia).
Toruń (Thorn) viel tijdens de geboorte van Copernicus dus onder de Poolse kroon, wat de bewoners echter nog geenszins in moderne zin tot "Pool" maakte. De nationale staat en het nationaliteitsbegrip hadden ten tijde van Copernicus een andere betekenis dan zij in de moderne tijd en met name na 1789 kregen. Men was onderdaan van een vorst, die door huwelijk, erfenis, oorlog of anderszins landsdelen verkreeg of verloor, zonder dat dit het besef van etniciteit of nationaliteit van de bewoners van de betreffende gebieden direct veranderde of zelfs maar beïnvloedde.
De wetenschappelijke geschriften van Copernicus zijn grotendeels in het Latijn, zijn zakelijke en persoonlijke correspondentie is grotendeels in het Duits geschreven. Schriftelijke getuigenissen van Copernicus' hand in het Pools zijn niet bekend. Op basis van de beschikbare feiten lijkt geen verdergaande duiding voor de nationaliteit of etniciteit van Copernicus mogelijk te zijn. Vooral het begrip nationaliteit had in de 16de eeuw een geheel andere betekenis dan de tegenwoordige die pas in de 19de eeuw is ontstaan. In het recent weer oplevende Poolse nationalisme is Copernicus een nationale Poolse held en mag zijn Poolse nationaliteit niet ter discussie gesteld worden. 
We kunnen hem echter op feitelijke gronden niet anders dan een Duitstalige Europeaan noemen die zich een trouw onderdaan van de koning van Polen achtte.

## Publicaties
- Commentariolus (1514)
- De revolutionibus orbium coelestium (1543)

Het originele manuscript dat Copernicus ten tijde van zijn overlijden bezat, kwam in bezit van zijn vriend en pleitbezorger G.W. Rheticus. Nadien is het via vele omzwervingen in de huisbibliotheek van de adellijke familie Von Nostitz te Praag gekomen. In 1945 werd het door de Praagse autoriteiten geconfisqueerd. Onder het communistische bewind heeft de Tsjecho-Slowaakse republiek het manuscript aan buurland Polen geschonken. Het manuscript bevindt zich sindsdien in de universiteitsbibliotheek van Krakau.